# Kaluga (Krater)
Kaluga ist ein Einschlagkrater in Russland. Er befindet sich nahe der Stadt Kaluga in der Oblast Kaluga.
Der Durchmesser des Kraters beträgt 15 Kilometer, sein Alter wird auf 380 ± 5 Millionen Jahre geschätzt, das bedeutet, der Einschlag fand im Oberdevon statt. Die Einschlagstruktur ist auf der Erdoberfläche nicht sichtbar.